# Museu de Fotografia de la UCR/Califòrnia

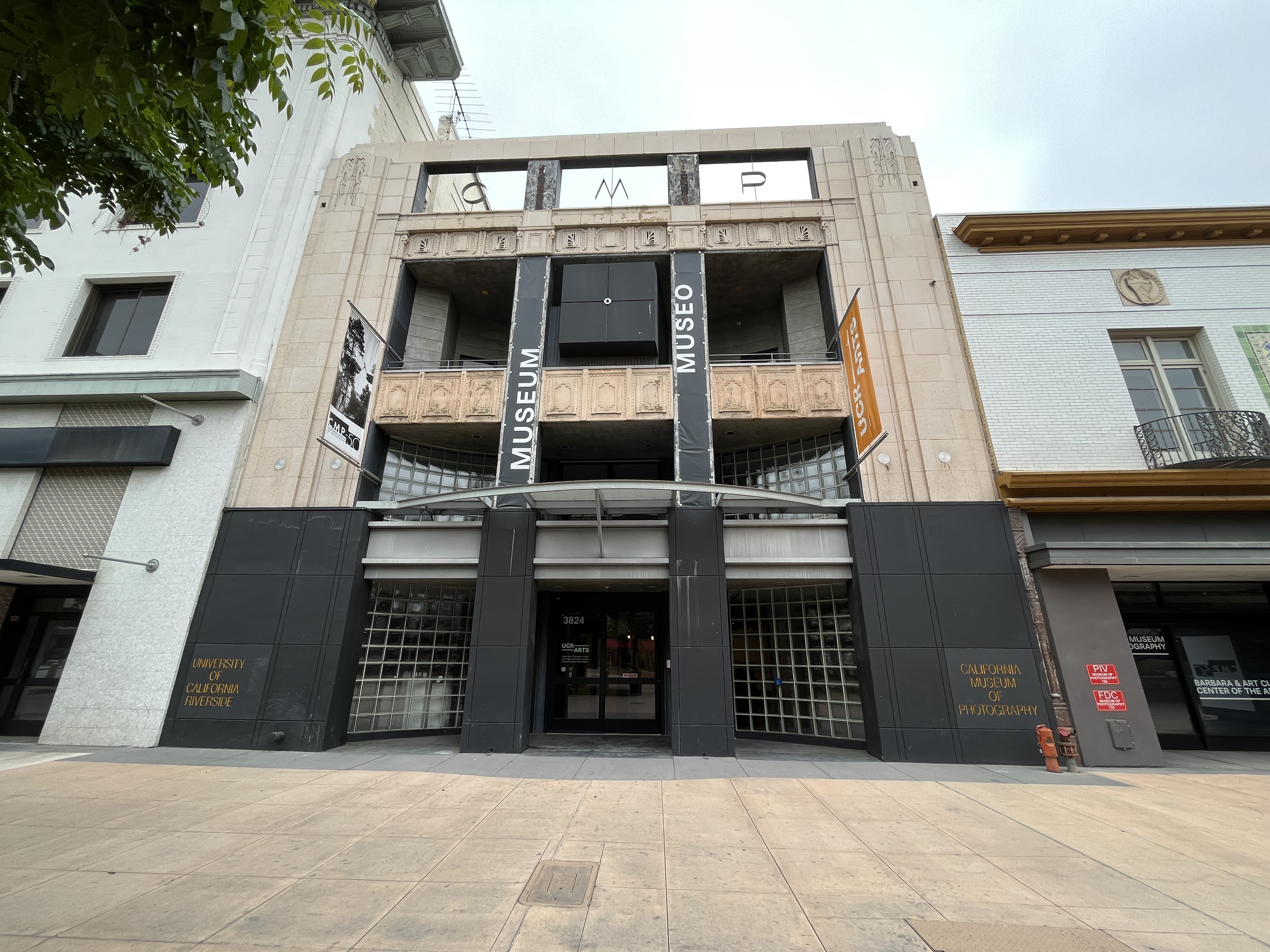
Exterior del Museu de la Fotografia, propietat se la Universitat de Califòrnia, Riverside.

El museu de Fotografia de la UCR/Califòrnia (en anglès UCR/California Museum of Photography) és un museu i espai per l'estudi de la fotografia.
Fundat l'any 1976, depèn del Departament d'Història de l'Art de la Universitat de Califòrnia a Riverside, estat de Califòrnia als Estats Units.
Disposa d'una interessant col·lecció de fotografies estereoscòpiques i de la gran majoria de materials sobre fotografia a l'Oest Mitjà d'Estat Units.
Pertany a un departament de la Facultat d'Arts, Humanitat i Ciències Socials (URS College of Humanities, Arts, and Social Sciences).
La seva col·lecció permanent n'inclou quatre d'importants: la «col·lecció Bingham de tecnologia» (Bingham Technology Collection), la «col·lecció fotogràfica de la Universitat» (University Print Collection), la «biblioteca UCR/CMP» (UCR/CMP Study Center Library) i la «col·lecció digital» (Digital Virtual Collection).
- La «col·lecció Bingham de tecnologia» inclou més de deu mil càmeres fotogràfiques antigues i és considerada una de les tres millors col·leccions, juntament amb la de George Eastman House i de l'Institut Smithsoniano. S'inicià el 1973 amb la donació de dues mil càmeres que va fer Robert Bingham.
- La «col·lecció fotogràfica de la Universitat» s'inicià el 1979 quan es comprà una col·lecció de fotografies de grans mestres de l'associació d'Amics de la Fotografia (The Friends of Photography). La col·lecció supera les vint mil obres fotogràfiques de més de mil fotògrafs diferents i uns set-mil negatius d'Ansel Adams. Disposa també d'un important nombre de fotografies de pioners en forma de daguerreotips, calotips, ambrotips i ferrotips des del 1840. A més a més, la col·lecció inclou la denominada Keystone-Mast, dedicada a la fotografia estereoscòpica, amb més de 250.000 negatius i més de 100.000 còpies en paper.
- La «biblioteca UCR/CMP» disposa d'un ampli fons d'edicions de llibres i manuscrits sobre fotografia i serveix com un espai ben dotat per a la investigació sobre fotografia.
- La «col·lecció digital» és un contingut digitalitzat que s'ofereix de la col·lecció de la UCR. Des del 1984 s'ofereix en línia i compte amb més de 13.000 pàgines amb continguts.